# Anton Radziwiłł
Fyrst Anton Heinrich (Antoni Henryk) Radziwiłł, 12. hertug af Nieśwież og (siden 1813) 11. hertug af Ołyka (født 13. juni 1775 i Vilnius, død 7. april 1833 i Berlin) var en polsk og preussisk politiker, storgodsejer og komponist.
Mellem 1815 og 1831 var han statholder i Storhertugdømmet Posen, der formelt havde en vis autonomi under preussisk herredømme, men i praksis gennemførtes en voldsom germanisering.
Han var gift med Louise af Hohenzollern, og var far til Elisa Radziwill. Det radziwillske palæ i Berlin blev efter 1871 indrettet som rigskancelli for Otto von Bismarck.